# Wargame: European Escalation
Wargame: European Escalation est un jeu vidéo de stratégie en temps réel développé par Eugen Systems et édité par Focus Home Interactive. Il est sorti le 23 février 2012 sur Windows,.

## Trame
Le jeu se déroule au cours de la guerre froide, alors que les tensions entre les grandes puissances mondiales (l'OTAN à l'ouest et le Pacte de Varsovie à l'est) ont atteint un point de non-retour. Il s'agit d'une uchronie dans laquelle l'affrontement par les armes 
n'est pas évité mais fort heureusement la bombe nucléaire l'est.

## Factions

### OTAN
- États-Unis: les unités américaines n'ont pas de lacune ou d'avantage évident, contrairement à certains de leurs alliés ou ennemis plus spécialisés, bien que leur branche d'hélicoptères soit généralement supérieure à celle de ses alliés de l'OTAN.
- France: les doctrines de combat françaises ont été forgées dans les guerres coloniales des années 1950 et 1960, en donnant la priorité aux unités légères. Leurs véhicules sont à la fois précis et rapides, mais très fragiles. Ils sont redoutables pour les frappes rapides, les embuscades et les tactiques hit-and-run, mais ne sont pas fait pour les engagements de front. Son infanterie en revanche est considérée comme l'une des meilleures du jeu.
- Royaume-Uni: les chars britanniques sont à l’opposé des français, ils sont lourdement blindés et armés, mais très lent, et sont à leur utilisation optimale dans une situation défensive. En revanche, leur infanterie bénéficie de transports de troupes rapides et des véhicules de soutien.
- RFA: traditionnellement équipée de véhicules déclassés de l'armée des États-Unis, l'Allemagne a maintenant rattrapé ses alliés au début des années 1970. Leurs véhicules modernes sont généralement très efficaces mais ont un prix. Leurs Panzergrenadiers sont parmi les unités d'infanterie les plus lourdement armés.

### Pacte de Varsovie
- URSS: tout comme son homologue américain, l'armée soviétique n'a aucune lacune ou avantage évident. Elle se repose essentiellement sur ses formations de chars et le vaste éventail d'unités d'artillerie pour briser le front ennemi. Elle utilise également des unités d'hélicoptères lourdement armés et blindés.
- Pologne: La Pologne emprunte des arsenaux soviétiques, mais compte plus sur ses unités d'infanteries d'élites que sur ses formations blindées. Équipée de la troupe la plus rapide de transports, elle est très mobile et capables d'attaquer ou de se redéployer rapidement.
- Tchécoslovaquie: Leurs troupes sont celles ayant conservé la plus grande indépendance vis-à-vis de l'URSS. Elles disposent de leurs propres transports de troupes et armements portatifs, ainsi que des variantes nationales de véhicules soviétiques. Mais c'est dans le domaine de l'artillerie que leur armée brille, avec des pièces certes chères, mais à la précision et mobilité supérieure.
- RDA: Comme la Pologne, elle utilise surtout de l'équipement soviétique, s'appuyant principalement sur les formations d'infanteries lourdes. Pays qui représente au mieux la guerre froide de par son rideau de fer, il avait développé beaucoup d'unité de reconnaissance dédiées et d'unités de renseignement.

## Mode Solo
Le mode solo de Wargame: European Escalation est divisé en quatre campagnes individuelles appelées «opérations», deux pour chaque faction. Chacune de ces opérations est indépendante et dispose d'un scénario basée sur des événements réels qui sont presque venus déclencher une guerre ouverte entre les deux superpuissances.
1975 - Brüder gegen Brüder
Alors que les États-Unis sortent de la guerre du Viet-Nam et que les tensions entre la Chine et l'URSS se font plus vives, en Allemagne, un scandale mène à la guerre entre la RFA et la RDA
1981 - Dabrowski's Mazurk
En Pologne la création d'un syndicat libre et l'arrivée de Jaruzelski au pouvoir causent une mutinerie dans l'armée polonaise.
1983 - ABLE ARCHER
Alors que l'OTAN fait un exercice de simulation d'invasion de l'URSS (Opération Able Archer 83), cette dernière panique en croyant l'exercice réel et lance un assaut en RFA.
1984 - Wasteland
Pendant ABLE ARCHER, l'URSS atteint le plateau d'Albion, la base où les français stockent leurs armes nucléaires. Une guerre atomique est déclenchée et un jeune soldat veut venger sa famille.

## Extensions
Il y a eu 4 extensions gratuites :
- Nouveaux champs de bataille[3]
- Conquête[4]
- Commandant[5]
- Erreur fatale[6]

## Moteur
Wargame: European Escalation se démarque par son moteur IRISZOOM permettant de gérer des cartes de très grande taille (jusqu'à 150 km2), ce qui permet de gérer ses troupes dans une vue globale, ou au contraire de zoomer au plus près de l'action. Ce même moteur avait déjà été utilisé pour le jeu R.U.S.E..

## Critiques
Wargame : European Escalation a reçu de bonnes critiques : un 16/20 sur Jeuxvideo.com, un 9/10 sur Canard PC et une critique très élogieuse de leur part.
| Wargame : European Escalation |      |       |
| Média                         | Nat. | Notes |
| Canard PC                     | FR   | 90 %  |
| Gamekult                      | FR   | 80 %  |
| GameSpot                      | RU   | 85 %  |
| IGN                           | RU   | 80 %  |
| Jeuxvideo.com                 | FR   | 80 %  |
| Joystick                      | FR   | 80 %  |
| PC Jeux                       | FR   | 90 %  |

## Suite
Une suite, Wargame: AirLand Battle est sortie le 29 mai 2013. Tout comme European Escalation, le volet est consacré à la guerre froide mais se focalise cette fois-ci sur la guerre entre l'OTAN et le Pacte de Varsovie en Europe du Nord, notamment en Scandinavie. Le joueur peut disposer désormais de sa propre force aérienne. Wargame: Red Dragon, suite d'AirLand Battle ajoute les navires et se focalise en Asie, mais garde le même système de jeu.